# Rudolf Weiersmüller
Rudolf Weiersmüller (* 10. August 1939 in Teufen AR; † 13. Dezember 2004 in Rüfenacht; heimatberechtigt in Rohr) war ein Schweizer Diplomat. Er war Botschafter im Iran und in Ungarn.

## Leben
Rudolf Weiersmüller war ein Sohn von Ernst Weiersmüller, Versicherungsfachmann, und Emma Holderegger. Er wuchs in Teufen auf und machte auf der Kantonsschule am Burggraben eine Handelsmatura. Anschließend absolvierte er ein Praktikum beim Schweizerischen Bankverein. Von 1962 bis 1966 war er Delegierter der Internationalen Rotkreuz- und Rothalbmond-Bewegung (IKRK) in Nepal. In Nepal beteiligte er sich am Aufbau der Produktion von Tibet-Teppichen. Er studierte an der Universität Bern Nationalökonomie und erwarb das Lizenziat in Politik (lic. rer. pol.). 1969 heiratete Ruedi Weiersmüller in Teufen Margret Fisch. Weiersmüller trat 1972 in den Dienst des Eidgenössischen Departementes für auswärtige Angelegenheiten (EDA) ein. Er war Stagiaire in Bern, Mexiko-Stadt, Neu-Delhi und Dhaka, wo die Schweiz ein Schutzmachtmandat für Pakistan ausübt. Dort war er mit Aufgaben im Rahmen der Rückführung der Zivilbevölkerung unter Mitwirkung des UNO-Hochkommissariats für Flüchtlinge und des IKRK betraut.
In den Jahren 1974 und 1975 leitete er das diplomatische Sekretariat im Exekutivorgan der Konferenz über Sicherheit und Zusammenarbeit in Europa. Von Ende 1974 bis 1979 arbeitete Rudolf Weiersmüller an der Botschaft in Ottawa. Von 1979 bis 1980 war Rudolf Weiersmüller an der Botschaft in Caracas tätig.
Von 1980 bis 1984 leitete er die Sektion für kulturelle und UNESCO-Angelegenheiten im EDA. Von 1984 bis 1987 arbeitete Weiersmüller als Botschaftsrat mit dem Titel eines Ministers und als erster Mitarbeiter des Missionschefs in Bonn. Von 1988 bis 1992 koordinierte er die internationale Flüchtlingspolitik im EDA in Bern. Von 1993 bis 1998 war er Botschafter der Schweiz in Teheran, wo er auch der Foreign Interests Section als Schutzmacht für die USA vorstand. Von 1999 bis August 2004 war er Botschafter in Budapest.